# Poeciloneta aggressa
Poeciloneta aggressa là một loài nhện trong họ Linyphiidae. Chúng được Ralph Vary Chamberlin & Wilton Ivie miêu tả năm 1943.